# 村竹あおい
村竹 あおい（むらたけ あおい、7月25日 - ）は、日本の女性声優。埼玉県出身。

## 人物
ビジュアル・スペース俳優養成所11期生。
以前はぷろだくしょんバオバブに所属していた。
外国語は英語。
趣味は読書、執筆、絵画、映画鑑賞、声楽。特技は音楽鑑賞、読書、映画鑑賞、ドライブ。
資格は普通免許、珠算2級、英検2級、危険物取扱者乙種四類。

## 出演作品

### テレビアニメ
- 北へ。〜Diamond Dust Drops〜（浜口）
- ギルガメッシュ（クァトル）

### 吹き替え
- アイ・アム・サム（リリー）
- アメリカン・ガン
- EXIT イグジット
- インファナル・アフェア（メイ）
- エニイ・ギブン・サンデー
- オースティン・パワーズ　ゴールドメンバー
- ギャング・オブ・ニューヨーク
- キューティ・ブロンド
- K-9 はみだしコンビ大復活!
- コットンクラブ
- ジャニス・ベアードのOL日記
- シリアル・ラヴァー
- シリーズ7/ザ・バトル・ロワイアル
- スコーピオン
- スティール
- タイムコップ2
- デアデビル
- デッドコースター
- デブラ・ウィンガーを探して
- ニュース・ブレイカー
- ノボケイン/局部麻酔の罠
- バーバー
- ハリウッド的殺人事件
- バレンタイン
- パンチドランク・ラブ
- ファイナル・デスティネーション
- ブラッド・ワーク
- プルート・ナッシュ
- ヘドウィグ・アンド・アングリーインチ
- ボガス・ウィッチ・プロジェクト
- ポリー・my・love
- マトリックス・リローデッド
- ミスティック・リバー
- ラスト・ヒーロー・イン・チャイナ/烈火風雲
- ラットレース
- ラブ・アクチュアリー
- ルール4
- ロード・トゥ・ヘル